# Puyo
Puyo − miasto w Ekwadorze, stolica prowincji Pastaza. Według spisu ludności z 28 listopada 2010 roku miasto liczyło 33 557 mieszkańców. 